# Промежуток (разъезд)
Промежуток — разъезд Свердловской железной дороги на ветке Гороблагодатская — Серов (бывшая Богословская железная дорога). Железнодорожный разъезд находился одноимённом посёлке, находившемся в подчинении городу Красноуральску Свердловской области России, до упразднения данного населённого пункта в 2015 году.
На железнодорожном разъезде имеется один перрон — посадочная платформа для обоих направлений. Ранее Промежуток был станцией. Здесь остались здание поста ЭЦ и дом отдыха железнодорожников — оба здания построены в середине XX века.
Станция была открыта в советские годы как перевалочный пункт для отстаивания товарных поездов и разъезда пассажирских и грузовых поездов и остановочный пункт для грибников, ягодников, охотников и рыбаков на однопутной ветке между городом Верхней Турой и посёлком Большая Выя.
Через разъезд Промежуток транзитом следуют пассажирские поезда из Соликамска, Перми, Нижнего Тагила и Екатеринбурга в Серов, Ивдель и Приобье; делают остановку пригородные электропоезда Нижний Тагил — Серов, Нижний Тагил — Верхотурье и Нижний Тагил — Нижняя Тура.